# شرکت تایدواتر خاورمیانه
تایدواتر خاورمیانه، شرکت ایرانی است، که در زمینه ارائه خدمات بندری، دریایی و کشتیرانی، لایروبی، ترانزیت، عمران و فناوری اطلاعات فعالیت می‌نماید. پس از کش و قوس‌های فراوان در زمینه تغییر مالکیت تایدواتر از سال ۱۳۸۷، سهام این شرکت در سال ۱۳۹۷ سرانجام به بخش خصوصی واگذار شد. این شرکت در تاریخ ۲۴ اردیبهشت ۱۳۴۷ با سرمایه ده میلیون ریال و با هدف فعالیت در زمینه‌های نصب و تعمیر لوله‌های زیر دریایی، ساخت اسکله و حوضچه‌های تعمیراتی و نیز حمل‌ونقل دریایی، در شهر تهران به ثبت رسید. در سال ۸۷ واگذاری سهام شرکت‌های بزرگ دولتی از جمله تایدواتر به بخش خصوصی از سوی سازمان خصوصی‌سازی در دستور کار قرار گرفت و در خلال این رویداد شرکت سرمایه‌گذاری مهر اقتصاد به عنوان مالک جدید تایدواتر شناخته شد. در سال ۹۰ با آغاز تحریم‌های هسته‌ای علیه ایران، نام تایدواتر در فهرست تحریم‌های خزانه داری آمریکا و اتحادیه‌اروپا قرار گرفت. امری که فعالیت در بندر شهید رجایی را به علت حضور تایدواتر با مشکلات عدیده ای مواجه کرد و در نهایت نیز به خروج تایدواتر از این بندر در سال ۹۳ منجر شد. در سال ۹۴ با امضای توافقنامه هسته‌ای و لغو تحریم‌های یکجانبه غرب علیه ایران، نام تایدواتر از فهرست تحریم‌ها خارج شد اما در سال ۹۵ با تصویب قانون مقابله با دشمنان آمریکا از طریق تحریم‌ها موسوم به قانون کاتسا در این کشور، تایدواتر بار دیگر در فهرست تحریم‌های خزانه‌داری آمریکا قرار گرفت. در ادامه این سال مجموعه مهر اقتصاد تصمیم به خروج کامل از تایدواتر گرفت. پس از این رویداد مؤسسه مالی و اعتباری کوثر در ۱۷ خرداد همان سال با خرید سهام شرکت فراز انرژی دنا (به عنوان سهامدار ۶۳ درصدی تایدواتر)، به عنوان سهامدار عمده این شرکت شناخته شد. مؤسسه مالی و اعتباری کوثر در نهایت در سال۹۷ سهام شرکت فراز انرژی دنا را به شرکت سیما مارین بندرعباس واگذار کرد تا از این طریق پس از نزدیک به ۱۰ سال سرانجام سکان هدایت تایدواتر به بخش خصوصی واگذار شود. سیما مارین از جمله شرکت‌های خصوصی فعال و با تجربه در زمینه خدمات بندری و دریایی به حساب می‌آید. پس از این رویداد با استقرار تیم مدیریتی با تجربه و حرفه ای در تایدواتر، تجدید ساختار و تنوع بخشی به فعالیت‌های مولد و تأکید بر افزایش سودآوری و حفاظت از حقوق سهامداران در دستور کار قرار گرفت.

## تاریخچه
بنیان‌گذاری این شرکت در مهر ۱۳۴۶ با نام «شرکت خدمات دریایی داریوش» متعلق به یک ایرانی، انجام شد. این شرکت پس از یک سال، با همکاری هم‌صنفی‌های خود تبدیل به «شرکت سهامی خاص خدمات دریایی تایدواتر خاورمیانه» شد. پس از انقلاب ۱۳۵۷، این شرکت نیز از جمله دارایی‌هایی بود که مصادره شد و تبدیل به یک شرکت دولتی گشت و زیر نظر سازمان بنادر و دریانوردی جمهوری اسلامی ایران قرار گرفت. سهام این شرکت، در سال ۱۳۸۳ وارد بورس اوراق بهادار تهران شد و در سال ۱۳۸۷، در پی اجرای اصل ۴۴ قانون اساسی جمهوری اسلامی ایران، سهام مدیریتی این شرکت از سوی سازمان مزبور، واگذار شد. در پی این امر شرکت سرمایه‌گذاری مهر اقتصاد ایرانیان، از مؤسسات مالی سپاه پاسداران، با خرید ۶۴ درصد از سهام این شرکت، بزرگترین سهامدار تایدواتر خاورمیانه محسوب می‌شود. در سال ۹۵ مجموعه مهر اقتصاد تصمیم به خروج کامل از تایدواتر گرفت. پس از این رویداد مؤسسه مالی و اعتباری کوثر در ۱۷ خرداد همان سال با خرید سهام شرکت فراز انرژی دنا (به عنوان سهامدار ۶۳ درصدی تایدواتر)، به عنوان سهامدار عمده این شرکت شناخته شد. مؤسسه مالی و اعتباری کوثر نیز در اداره امور تایدواتر چندان موفق نبود و در نهایت در سال۹۷ سهام شرکت فراز انرژی دنا را به شرکت سیما مارین بندرعباس واگذار کرد تا از این طریق پس از نزدیک به ۱۰ سال سرانجام سکان هدایت تایدواتر به بخش خصوصی واگذار شود. سیما مارین از جمله شرکت‌های خصوصی فعال و با تجربه در زمینه خدمات بندری و دریایی به حساب می‌آید.

## فعالیت‌ها
- اجرای هرگونه خدمات کشتیرانی از جمله نمایندگی خطوط کشتیرانی
- انجام عملیات هیدروگرافی و لایروبی
- انجام عملیات راهنمایی کشتی‌ها و امور یدک‌کشی طراحی مشاوره
- اجرای پروژه‌های عمرانی ساخت سازه‌های دریایی
- انجام امور سوخت و آب رسانی و تدارکاتی به کشتی‌ها در کلیه بنادر و آب‌های کشور و نیز حمل سوخت و آب برای جزایر
- انجام هرگونه خدمات بندری از جمله تخلیه و بارگیری عملیات کانتینری، بارشماری، باربندی و ترخیص کالا، در کلیه بنادر و مبادی و مرزهای گمرکی.

## تحریم
این شرکت در تاریخ ۲ تیر ۱۳۹۰ (۲۳ ژوئن ۲۰۱۱) از جانب وزارت خزانه‌داری ایالات متحده آمریکا به موجب نقض تحریم‌های بین‌المللی از جانب این شرکت، مورد تحریم ایالات متحده آمریکا قرار گرفت. چند ماه پس از وضع تحریم علیه تایدواتر، سپاه پاسداران در پی پیشنهاد یکی از بازرگانان عضو اتاق بازرگانی تهران، تصمیم به فروش تایدواتر به بخش خصوصی گرفتند که منجر به برداشتن تحریم‌های آمریکا علیه این شرکت و ازسرگیری مجدد فعالیت‌های اقتصادی آن می‌شد. پس از گذشت چند سال از درج آگهی مزایده فروش ۶۳ درصد از سهام تایدواتر، تا سال ۱۳۹۷ این رویداد به وقوع نپیوست. در این سال سرانجام بلوک سهام تایدواتر به بخش خصوصی واگذار شد و ارتباط این شرکت با موسسات مالی وابسته به نیروهای مسلح به صورت کامل قطع گردید.